# Dolavón
Dolavón är en ort i Argentina.   Den ligger i provinsen Chubut, i den södra delen av landet, 1 200 km sydväst om huvudstaden Buenos Aires. Dolavón ligger 60 meter över havet och antalet invånare är 2 929.
Terrängen runt Dolavón är huvudsakligen platt, men söderut är den kuperad. Terrängen runt Dolavón sluttar söderut. Trakten runt Dolavón är nära nog obefolkad, med mindre än två invånare per kvadratkilometer.. Närmaste större samhälle är Gaimán, 16,8 km öster om Dolavón.
Omgivningarna runt Dolavón är i huvudsak ett öppet busklandskap.